# Гети
Гетите (на латински: Getae, на старогръцки: Γέται) са няколко тракийски племена, населявали двата бряга на устието на река Дунав, в днешните северна България и южна Румъния. Още от дълбока древност областта е хинтерланд на древногръцките/древноелинските колонии по Черноморското крайбрежие, което води до контакта им с гетите. Смята се, че гетите са свързани със своите западни съседи – даките, като според някои румънски учени те са дори един и същ народ.

## Етноним
За първи път етнонимът гети е използван от Херодот.

## Гети и даки

### Древни извори
Страбон е един от първите древни автори, които споменават гетите и даките. В своята „География“ (ок. 7 г. пр. н. е. – 20 г. сл. н. е.) той посочва, че даките живеят в западните части на Дакия, „към Германия и изворите на Дунав“, докато гетите населяват източните части към Черно море, както на юг, така и на север от Дунава. Древният географ също пише, че даките и гетите говорят един и същ език, след като твърди същото за гетите и траките.
Плиний Стари в своята „Естествена история“ (ок. 77 – 79 г. сл. н. е.) заявява нещо сходно: „... въпреки че различни племена са окупирали съседните брегове; на едно място са Getae, наричани от римляните Daci.“. Апиан, който започва да пише своя „Римска история“ по времето на Антонин Пий, римски император от 138 до 161 г., отбелязва: „[Н]о отивайки отвъд тези реки, на места, които управляват някои от келтите над Рейн и гетите над Дунав, които те наричат даки". Юстин, латинският историк от III век сл. н.е., пише в своите „Епитоми на Помпей Трог“, че за даките се говори като за потомци на гетите: „Daci quoque suboles Getarum sunt“.
В своята „Римска история“ (ок. 200 сл. н. е.) Дион Касий добавя: „Наричам хората даки, името, използвано от самите местни жители, както и от римляните, макар че не съм в неведение, че някои гръцки писатели ги наричат гети, дали това е правилният термин или не...“. Той също така казва, че даките живеят от двете страни на Долен Дунав; тези на юг от реката (днешна северна България), в Мизия, се наричат мизи, докато тези на север от реката са наречени даки. Той твърди, че даките са „или гети, или траки от дакийската раса“:
Вярно е, че в древни времена мизите и гетите са заемали цялата земя между Хемус и Истър. Но с течение на времето някои от тях са сменили имената си и оттогава под името Мизия са включени всички племена, живеещи над Далмация, Македония и Тракия и разделени от Панония от Савус, приток на Истър. Две от многото племена, намерени сред тях, са тези, които преди са били наричани трибали и дардани и все още пазят старите си имена.

### Съвременни интерпретации
Има спор между учените относно отношението между „гети“ и „даки“ и този спор обхваща и тълкуването на древните извори. Някои историци като Роналд Артур Кросланд заявяват, че дори древните гърци са използвали двете обозначения като „взаимозаменяеми или с известно объркване“. По този начин обикновено се счита, че двете групи са свързани в определена степен, като точното отношение е въпрос на спорове.

#### Един и същ народ
Страбон, както и други древни източници, карат някои съвременни историци да смятат, че ако тракийската етническа група трябва да бъде разделена, едно от тези разделения трябва да бъде на „дако-гетите“. Българският езиковед Иван Дуриданов идентифицира също „дакийски езиков район“ в Дакия, Малка Скития, Долна Мизия и Горна Мизия.
Румънски учени обикновено отиват по-далеч с идентификацията, като историкът Константин С. Джуреску твърди, че гети и даки са идентични. Археологът Мирча Бабеш говори за „истинско етнокултурно единство" между гетите и даките. Според Гленвил Прайс, разказът на гръцкия географ Страбон показва, че гетите и даките са един и същ народ.  Други, които подкрепят идентичността между гетите и даките в древните източници, са писателят на свободна практика Джеймс Минахан и Катрин Б. Ейвъри. Те твърдят, че хората, които гърците наричали гети, са наричани от римляните даки.  Същото убеждение е заявено и от някои британски историци като Дейвид Сандлър Берковиц и Филип Матисак. Българският историк и траколог Александър Фол смята, че гетите са станали известни като даки на гръцки и латински в писанията на Юлий Цезар, Страбон и Плиний Стари, тъй като римските наблюдатели са приели името на племето даки да се отнася към всички непокорени жители северно от Дунав. Също така Едуард Бънбъри вярва, че името на гетите, с което те първоначално са известни на гърците на Черно море, винаги е запазвано от последните за обща употреба, докато това на даките, независимо от произхода му, е това, с което по-западните племена, съседни на панонците, за първи път стават известни на римляните. Други учени смятат, че гетите и даките са едни и същи хора на различни етапи от тяхната история и разглеждат тяхната култура като „гето-дакийска“.

#### Еднакъв език, различни народи
Историкът и археолог Александру Вульпе открива забележителна еднаквост на гето-дакийската култура, но той е един от малкото румънски археолози, които правят ясно разграничение между гетите и даките, аргументирайки се срещу традиционната позиция на румънската историография, която счита двете племена за едно и също.  Независимо от това, той избира да използва термина „гето-даки“ като конвенционална концепция за тракийските племена, населяващи днешната територия на Румъния, което не означава непременно „абсолютно етническо, езиково или историческо единство“.
Роналд Артър Кросленд предлага, че двете обозначения могат да се отнасят до две групи от „езиково хомогенен народ“, които са станали известни на историята в два различни периода от време. Той също така сравнява вероятната езикова ситуация с връзката между съвременните норвежки и датски езици. Пол Лаклан Маккендрик разглежда гети и даки като „клонове“ на едно и също племе, говорещи два диалекта на общ език.
Румънският историк и историограф Лучан Боя заявява: „В определен момент фразата Гето-Даки е измислена в румънската историография, за да внуши единство на гети и даки“. Лучан Боя заема скептична позиция, аргументирайки се с древните автори, правещи разлика между двете племена, приемайки ги като две отделни групи от тракийския етнос. Боя твърди, че би било наивно да се приеме, че Страбон е познавал толкова добре тракийските диалекти , както и че Страбон не е имал „компетентност в областта на тракийските диалекти“.  Последното твърдение е оспорено, като някои изследвания потвърждават надеждността и източниците на Страбон. Няма причина да се пренебрегва убеждението на Страбон, че даки и гетите говорят на един и същ език. Боя също подчертава, че някои румънски автори са цитирали Страбон безразборно.
Подобна позиция беше възприета от румънския историк и археолог Г. А. Никулеску, който също критикува румънската историография и археологическата интерпретация, особено по отношение на „гето-дакийската“ култура. По негово мнение Александру Вульпе вижда древните хора като съвременни нации, което кара последните да тълкуват общия език като знак за обединен народ, въпреки че Страбон прави разлика между двата.

## История

### Между VII и IVвек пр. н.е.
От VII век пр. н.е. нататък гетите влизат в икономически и културен контакт с гърците, които създават колонии по западното крайбрежие на Черно море. Гетите се споменават за първи път при Херодот в неговия разказ за скитската кампания на Дарий I през 513 г. пр. н.е., по време на която той ги покорява. Според Херодот гетите се различавали от другите тракийски племена по своята религия, съсредоточена около бог (демон) Замолкс(ис)/Залмокс(ис), когото някои от гетите наричали Гебелейз(ис).
Между V и III век пр. н.е. гетите са били предимно под властта на процъфтяващото Одриско царство. През това време те стават известни със своята конница. След разпадането на Одриското царство по-малките гетски владения започват да се обединяват.

### Процъфтяване
Преди да тръгне на своята персийска експедиция, Александър Велики побеждава гетите и разрушава едно от селищата им. През 313 г. пр. н.е. гетите сключват съюз с Калатис, Одесос и други западнопонтийски гръцки колонии срещу Лизимах, който държи крепост в Тиризис (съвременна Калиакра).
Гетите процъфтяват особено през първата половина на III век пр. н.е. Около 200 г. пр. н.е. властта на гетския владетел Залмодегик се простира чак до Хистрия, както показва открит надпис. Други силни владетели са Золтес и Ремакс (около 180 г. пр. н.е.). Също така няколко гетски владетели секат свои монети. Древните автори Страбон и Дион Касий казват, че гетите са практикували владетелски култ и това се потвърждава от археологически находки.

### Конфликт с Рим
През 72 – 71 г. пр. н. е. Марк Теренций Варо Лукул става първият римски командир, който предвожда поход срещу гетите. Това е предприето с цел нанасяне на удари по западните понтийски съюзници на Митридат VI, но походът постига ограничен успех. Десетилетие по-късно коалиция от скити, гети, бастарни и гръцки колонисти побеждава Гай Антоний Хибрида в Хистрия. Тази победа над римляните позволява на Буребиста, лидерът на тази коалиция, да доминира в региона за кратък период (60 – 50 пр. н.е.).
В средата на първи век пр. н. е. Буребиста организира царство, състоящо се от потомци на онези народи, които гърците и римляните са наричали гети и даки.
Император Октавиан Август имал за цел да подчини целия Балкански полуостров и използвал нахлуването на бастарните през река Дунав като претекст, за да опустоши земите на гетите и траките. Той поставя Марк Лициний Крас начело на плана. През 29 г. пр. н. е. Крас побеждава бастарните с помощта на гетския владетел Ролес, като му обещава помощ за подкрепата срещу гетския владетел Дапикс. След като Крас стига до делтата на река Дунав, Ролес бива назначен за господар, а войските се връщат в Рим. През 16 г. пр. н. е. в гетската територия нахлуват сарматите, но са отблъснати от римските войски. Гетите са поставени под контрола на римския васален цар в Тракия, Реметалк I. През 6 г. сл. н. е. е създадена римската провинция Мизия, включваща гетите на юг от река Дунав. Гетите на север от Дунав продължават племенната си автономия извън Римската империя.

## Култура
Според Херодот гетите били „най-благородните, както и най-справедливите от всички тракийски племена“. Когато персите, водени от Дарий Велики, водят кампания срещу скитите, тракийските племена на Балканите се предават по пътя му към Скития и само гетите оказват съпротива.
Един епизод от историята на гетите е засвидетелстван от няколко древни писатели.
Когато Лизимах се опитал да покори гетите, той бил победен от тях. Владетелят на им, Дромикетес, го взел в плен, но се отнесъл добре с него и убедил Лизимах да спечели повече като съюзник, отколкото като враг на гетите и го освободил. Според Диодор Дромихет е забавлявал Лизимах в двореца му в Хелис, където храната е била сервирана върху златни и сребърни чинии. Откриването на известната гробница в Свещари (1982) предполага, че Хелис е бил разположен може би в близост до нея, където се намират останки от голям античен град заедно с десетки други тракийски могилни могили.
Както беше посочено по-рано, точно като при даките, главният бог на гетите бил Замолкс(ис)/Залмокс(ис), когото понякога наричали Гебелейзис.
```
Същият този народ, когато святка и гърми, насочва стрелите си към небето, изричайки заплахи срещу бога; и те не вярват, че има друг бог, освен техния собствен.
```

 – Херодот. Истории, 4.94.
За римският поет Овидий, по време на продължителното му изгнание в Томис, се твърди, че е писал поезия (сега загубена) на гетския език. В своето Epistulae ex Ponto, написано от северното крайбрежие на Черно море, той твърди, че два основни, но и различни езика са били говорени от племената, населявали Скития, които той е нарича гетски и сарматски.

## Външен вид
Св. Йероним в едно от своите писма описва гетите като червено- и жълтокоси.

## Алтернативни възгледи за произход

### Предполагаема връзка с готите
Гетите понякога са бъркани с готите в произведения на ранносредновековни автори. Това объркване се задълбочава значително в творбите на Йорданес, самият той от готски произход, който пренася по-ранни исторически разкази за гетите върху Готите.
В края на 4 век сл. н. е. Клавдиан, придворен поет на император Хонорий и патриций Стилихон, използва етнонима Getae, като название на вестготите.
През 5-и и 6 век няколко историци и етнографи (Марцелин Комес, Орозий, Йоан Лид, Исидор Севилски, Прокопий Кесарийски) използват същия етноним Гети, за да назоват популации, нахлуващи в Източната Римска империя (готи, гепиди, кутригури, славяни). Например в третата книга на History of the Wars Прокопий подробно казва: „Имаше много готски народи в по-ранни времена, точно както и в момента, но най-велики и най-важни от всички са готите, вандалите, вестготите и гепидите. В древни времена, обаче те са били наречени Sauromatae и Melanchlaeni; имаше също и някои, които наричаха тези народи гетски".
Гетите са били считани за същите хора като готите от Йорданес в неговата Гетика, написана в средата на 6 век. Той също така твърди, че в един момент гетите са мигрирали от остров Скандза, като същевременно са идентифицирали своето божество Залмоксис с готски цар. Йорданес използва по-ранна творба, която е загубена във времето и е трудно да се определи кое е негова работа и кое на Касиодор, автор на по-ранния труд.
В творбата от 9 век De Universo на Рабан Мавър се казва: „Масагетите произхождат от племето на скитите и се наричат Massagetae, тоест тежки, или още силни гети.

### Предполагаема връзка с джатите
Отдавна се правят опити да се свържат гетите и масагетите с племето Джат от Южна Азия. По същия начин даките са свързани с дахите в Централна Азия (а дахите с дасите от Южна Азия). У. Хънтър твърди през 1886 г., че Джат са ирански народ – с произход най-вероятно от скити/сака, Александър Кънингам (1888) вярва, че споменатите в класически европейски източници – като Страбон, Птолемей и Плиний – народи като като зати(Zaths), може да са били гетите и / или джати. По-скорошни автори, като Тадеуш Сулимирски, Уир Раджендра Риши, и Чандра Чакраберти, също свързват гетите и джатите.

### Древни автори
- Appian. Historia Romana.   c. 160 AD.
- Justin. Trogi pompei historiarum philippicarvm epitoma.   c. 3rd century AD.
- Pliny the Elder. Naturalis Historia.   77 – 79 AD.
- Strabo. Geographica.   c. 20 AD.

### Съвременни автори
- Avery, Catherine B. The New Century classical handbook.   Appleton-Century-Crofts, 1962.
- Bunbury, Edward Herbert. A history of ancient geography among the Greeks and Romans: from the earliest ages till the fall of the Roman empire.  London, Humanities Press International, Incorporated, 1979. ISBN 978-90-70265-11-3.
- Fol, Alexander. Thracians, Celts, Illyrians and Dacians //  History of Humanity: From the seventh century B.C. to the seventh century A.D. edited by Unesco.   Bernan Assoc; illustrated edition, 1996. ISBN 978-92-3-102812-0.
- Millar, Fergus, Cotton, Hannah M., Rogers, Guy M. Rome, the Greek World, and the East, Volume 2: Government, Society, and Culture in the Roman Empire.   University of North Carolina Press, 2004. ISBN 978-0-8078-5520-1.
- Matyszak, Philip. The Enemies Of Rome.   Thames and Hudson, 2009. ISBN 978-0-500-28772-9.
- Minahan, James B. One Europe, Many Nations: A Historical Dictionary of European National Groups.   Greenwood Publishing Group, 2000. ISBN 978-0313309847.
- Sandler Berkowitz, David, Morison, Richard. Humanist Scholarship and Public Order: Two Tracts Against the Pilgrimage of Grace.   Associated Univ Pr, 1984. ISBN 978-0918016010.
- Sidebottom, Harry. International Relations //  The Cambridge History of Greek and Roman Warfare: Volume 2, Rome from the Late Republic to the Late Empire.   Cambridge University Press, 2007. ISBN 978-0-521-78274-6.
- Waldman, Carl, Mason, Catherine. Encyclopedia of European Peoples.   Thames and Hudson, 2006. ISBN 978-0-8160-4964-6.

|  | Тази страница частично или изцяло представлява превод на страницата Getae в Уикипедия на английски. Оригиналният текст, както и този превод, са защитени от Лиценза „Криейтив Комънс – Признание – Споделяне на споделеното“, а за съдържание, създадено преди юни 2009 година – от Лиценза за свободна документация на ГНУ. Прегледайте историята на редакциите на оригиналната страница, както и на преводната страница, за да видите списъка на съавторите. ВАЖНО: Този шаблон се отнася единствено до авторските права върху съдържанието на статията. Добавянето му не отменя изискването да се посочват конкретни източници на твърденията, които да бъдат благонадеждни. |